# Olivér és társai
Az Olivér és társai (eredeti cím: Oliver & Company) 1988-ban bemutatott amerikai rajzfilm, amely Charles Dickens Twist Olivér című regényének feldolgozása, állatszereplőkkel. A 27. Disney-film rendezője George Scribner. Az animációs játékfilm producere Kathleen Gavin. A forgatókönyvet Vance Gerry, Joe Ranft, Kirk Wise, Gary Trousdale és Kevin Lima írta, a zenéjét J. A. C. Redford szerezte. A mozifilm a Walt Disney Pictures és a Walt Disney Feature Animation gyártásában készült, a Buena Vista Pictures forgalmazásában jelent meg. Műfaja filmvígjáték, musicalfilm és kalandfilm.
Amerikában 1988. november 18-án, Magyarországon 1990. április 5-én mutatták be a mozikban, új magyar változattal 2009. április 29-én adták ki DVD-n.

## Cselekmény
New York zajos forgatagában egy utcasarkon kiscicák keresnek maguknak új szerető gazdit. Szinte mindegyikük új otthonra lel, azonban egyikük nem: ő pedig Oliver, egy narancssárga kis cirmos cica, akit végül a városra lecsapó vihar menekvésre kényszerít.
Az idő jobbra fordulásával Oliver megismerkedik Dodgerrel, egy Jack Russel terrier kutyával, akivel közösen egy hot dog árus portékáját elcsenik. Persze Dodger vinné magával az összes zsákmányt, faképnél hagyva Olivert, ám a cica követi őt rejtekhelyére. A kikötőben Fagin tagbaszakadt bárkáján rá is lel a bandára, akik jó ízzel fogyasztják a lopott csemegét: Tito a csivava, Einstein a német dog, Rita a perzsa agár, és Francis az angol bulldog. A kezdeti ellenséges fogadtatás után megbarátkoznak a kis cirmos jövevénnyel és maguk közé fogadják. Az idillt később Sykes, a gonosz uzsorás és két dobbermanjának, Roscoe-nak és Desotonak a látogatása szakítja félbe. A kövér "üzletember" figyelmezteti Fagint, hogy 3 napja van adósságának törlesztésére, különben baja eshet neki és a kedvenceinek is.
Fagin és a csapata Oliver kiegészítésével az összetákolt mopedjével megy portyázni a városba. Egy limuzint szemeltek ki maguknak, amiből a rádiót ki akarják lopni. A remek csapatmunkába azonban hiba csúszott be: a hátsó ülésen utazó Jenny Foxworth meglátja Olivert, akit magához vesz, hogy hazavigye. Kutyabarátai tehetetlenül nézik, ahogy Olivert elviszik a puccos autóban.
Új és szép, tágas otthonában a kiscica azonban gyorsan beilleszkedik, mi több: örömmel tölti el, hogy az egyébként magányos gazdija szeretettel (és rengeteg étellel) halmozza el. Egy valaki azonban nem örül az új "családtagnak": Georgette, a család díjnyertes, meglehetősen beképzelt uszkárja ellenségként tekint Oliverre. Előszeretettel segít az időközben mentőakcióra érkezett Dodgernek és a többi ebnek abban, hogy elvigyék a cicát.
Visszatérve a bárkára Oliver meglepődik, és elmagyarázza a kutyabarátainak, hogy Jennynek szüksége van rá. Ekkor Fagin felfedezi, hogy Oliver nyakán immáron egy csinos nyakörv díszeleg, amin újdonsült tulajdonosának neve és címe is rajta áll. Ekkor áll elő azzal az idétlen ötlettel, hogy a cicáért cserébe váltságdíjat követel, amit aztán odaadhat Sykes-nak. A tervével el is dicsekszik a gengszternek, aki szkeptikusan fogadja azt.
A találkozóra végül csak Jenny megy el és kéri Fagint, hogy adja oda neki Olivert, mert nincsen semmije. Az ügyetlen zsebmetsző végül meglágyul és odaadja a cicát. Nem úgy Sykes, aki végig figyelte az eseményeket és elrabolja a kislányt és az üzemébe hurcolja. Fagin, Dodger, Francis, Einstein, Tito, Rita, Oliver és Jenny kutyája Georgette is elindul, hogy kimentsék az elrabolt lányt. Sykes telepén ismét taktikusan, mindenki végzi a maga feladatát a mentőakcióban, ám mikor Jenny-t kiszabadítják Sykes két dobbermanja állja el az útjukat. Itt lép közbe Fagin az összetákolt robogójával és kimenti a sarokba szorított Dodgeréket.
Kezdetét veszi a hajsza New York utcáin és a metróban. A Brooklyn-i hídon folyik az üldözés, amikor Sykes két vérszomjas dobbermanjának támadását Oliver hárítja el. Desoto és Roscoe az áramvezető sínen leli vesztét. Sykes pedig a vele szembejövő szerelvénybe rohan bele, miután méretes autójával nem tudta elkerülni az ütközést, míg Dodgerék igen. A hős Oliver úgy tűnik, hogy életét vesztette, de mégsem, hisz Jenny szeretetére feléled, így az egész baráti társaság ujjong örömében.
Másnap Jenny születésnapját ünneplik a kislány villájában, ahol mindenki jól mulat, és végre Tito meghódítja Georgette szívét is. Winstone a ház komornyikja jó híreket közöl Jennyvel: hamarosan hazaérnek a szülei is. Oliver ezek után elmondja barátainak, hogy marad a kislány mellett, de soha nem felejti el Dodgert, Francist, Ritát, Einsteint illetve Fagint, és ígéretet tesz arra, hogy meg fogja őket látogatni. Így a szabados életvitelű Fagin és csapata elindul tovább New York végtelen utcáin...

## Szereplők
További magyar hangok (1. magyar változatban): Bor Zoltán, Dallos Szilvia, Némedi Mari, Peczkay Endre, Surányi Imre, Zentai Lilla

## Jelölés
- 1989 – Golden Globe-díj jelölés – a legjobb eredeti filmdal – "Why Should I Worry?"